# Kopint-Datorg
A Kopint-Datorg Rt., később Zrt. egy 100 százalékos magyar állami tulajdonú vállalat volt, amely a kormányzati infokommunikációs rendszereket üzemeltette 1987-től 2011-ig. 

## Története
A cég elődei  az 1964-ben alakult Konjunktúra és Piackutató Intézet és az 1968-ban létrehozott DATORG Külkereskedelmi Adatfeldolgozó és Szervező Rt. voltak, amelyek 1987. október 10-vel egyesültek
KOPINT—DATORG Konjunktúra-, Piackutató és Informatikai Intézet néven. 
A cég később 1987-től [forrás?] Kopint-Datorg Rt. néven végezte tevékenységeit. 
A cég feladatai, működése és szervezete többször átalakult, az eredeti piackutató és adatfeldolgozó feladatkör működésének végére informatikai és infokommunikációs tevékenységekre cserélődött. Az eredeti feladatokat leginkább a Kopint-Tárki Konjunktúrakutató Intézet vette át, amelyet 2007-ben a Kopint-Datorgból kivált kutatógárda, valamint a Tárki és a Konjunktúra Kutatási Alapítvány hozott létre.
2008-tól a a tulajdonosi jogokat a Magyar Nemzeti Vagyonkezelő (MNV) Zrt. gyakorolta. 2010. szeptemberében bejelentették, hogy a Kopint-Datorg Zrt. igazgatósága "a takarékos és átlátható állami gazdálkodás érdekében" megszűnik. Az igazgatóság feladatait az öt évre megválasztott új vezérigazgató, Pásztory Tamás látja el, aki addig a társaság igazgatóságának elnöke volt.  2011. június 2-án viszont bejelentették, hogy Pásztory Tamás távozik posztjáról. 
A cég 2011. augusztus 29-étől Nemzeti Infokommunikációs Szolgáltató Zrt. (NISZ Zrt.) néven végzi tevékenységeit.